# Jiang'an, Wuhan
Jiang'an, tidigare romaniserat Kiangan, är ett stadsdistrikt och säte för stadsfullmäktige i Wuhan i Hubei-provinsen i centrala Kina.
Jianghan utgör en del av den tidigare fördragshamnen Hankou, som slogs samman de två andra städer för att bilda Wuhan 1953. 

## Källa
1. ↑  ”worldpostmarks.net”. Arkiverad från originalet den 2 januari 2015. https://web.archive.org/web/20150102101710/http://worldpostmarks.net/HTML%20Countries/china.htm. Läst 22 juli 2015.

- Wikimedia Commons har media som rör Jiang'an, Wuhan.